# Elecciones federales de Suiza de 1975

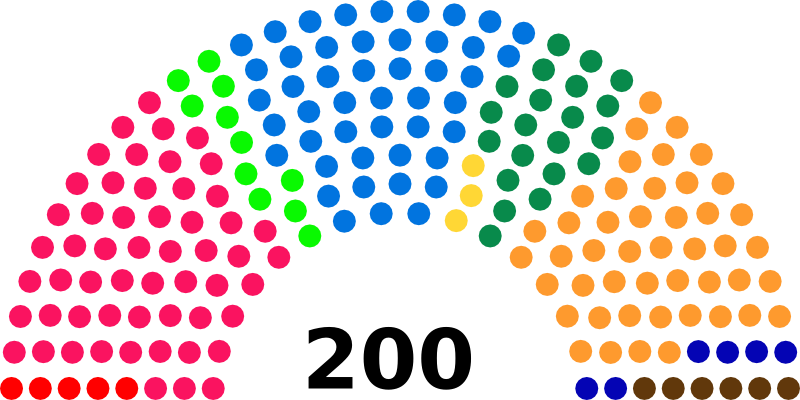
Composición del parlamento suizo tras las elecciones.

Las elecciones federales de Suiza fueron realizadas el 26 de octubre de 1975. El Partido Socialista Suizo se convirtió en el partido más grande del Consejo Nacional, obteniendo 55 de los 200 escaños.

## Resultados

### Consejo Nacional
| Partido                                | Votos     | %    | Escaños | +/– |
| -------------------------------------- | --------- | ---- | ------- | --- |
| Partido Socialista Suizo               | 480 396   | 24.9 | 55      | +9  |
| Partido Radical Democrático Suizo      | 428 919   | 22.2 | 47      | –2  |
| Partido Demócrata Cristiano            | 407 286   | 21.1 | 46      | +2  |
| Unión Democrática de Centro            | 192 053   | 9.9  | 21      | –2  |
| Alianza de los Independientes          | 117 217   | 6.1  | 11      | –2  |
| Movimiento Republicano                 | 57 192    | 3.0  | 4       | –3  |
| Acción Nacional                        | 47 796    | 2.5  | 2       | –2  |
| Unión Democrática Liberal              | 47 256    | 2.4  | 6       | 0   |
| Partido Suizo del Trabajo              | 45 799    | 2.4  | 4       | –1  |
| Partido Popular Evangélico de Suiza    | 37 959    | 2.0  | 3       | 0   |
| Organizaciones Progresistas Suizas     | 19 173    | 1.0  | 0       | 0   |
| Unión Democrática Federal              | 6717      | 0.3  | 0       | –   |
| Partido Socialista Autónomo            | 6706      | 0.3  | 1       | +1  |
| Partido Social-Cristiano Independiente | 2883      | 0.1  | 0       | 0   |
| Los Verdes                             | 1246      | 0.1  | 0       | –   |
| Otros partidos                         | 32 789    | 1.7  | 0       | –   |
| Votos en blanco/nulos                  | 24 353    | –    | –       | –   |
| Total                                  | 1 955 740 | 100  | 200     | 0   |
| Participación electoral                | 3 735 037 | 52.4 | –       | –   |
| Fuente: Nohlen & Stöver                |           |      |         |     |

### Consejo de los Estados
| Partido                           | Escaños | +/– |
| --------------------------------- | ------- | --- |
| Partido Demócrata Cristiano       | 17      | 0   |
| Partido Radical Democrático Suizo | 15      | 0   |
| Unión Democrática de Centro       | 5       | 0   |
| Partido Socialista Suizo          | 5       | +1  |
| Unión Democrática Liberal         | 1       | –1  |
| Alianza de los Independientes     | 1       | 0   |
| Total                             | 44      | 0   |
| Fuente: Nohlen & Stöver           |         |     |